# Свети Йоан Кръстител (Варшава)
Катедралата „Св. Йоан Кръстител“ е римокатолическа църква в Стария град на Варшава.
Разположена е в непосредствена близост до варшавската йезуитска църква. Катедралата е измежду най-старите църкви в града и главната църква на Варшавската архиепископия. Тя се нарежда сред националните пантеони на Полша. Заедно с комплекса на Стария град църквата е в списъка на световното наследство на ЮНЕСКО.

## История
Църквата е построена през 14 век в мазовски готик стил, като катедралата служи за коронационнж и погребалнж място за мнозина от мазовските крале.
Катедралата е свързана с Кралския замък с 80-метров коридор, който е построен от Анна I Ягелонка в късния 16 век и разширен през 1620-те години.
След резолюцията на конституцията на 3 май 1791 г., в края на сесията в Кралския замък крал Станислав Август Понятовски отива в катедралата „Св. Йоан Кръсител“, за да повтори клетвата на конституцията пред олтара пред лицето на Бог. Също така са били проведени съдди на Великата Сейма на катедралата върху раменете на ентусиазираните депутати от Сейма.
Църквата е била построена наново няколко пъти, най-забележимо през 19 век, била е запазена до Втората световна война като пример на английската неоготика.
През 1944 г. по време на Варшавското въстание катедралата е място на борбата между бунтовниците и германската армия. Германците успяват да възпламенят резервоар, зареден с експлозиви, върху катедралата и голяма експлозия унищожава голяма част от сградата. След потушаването на въстанието Vernichtungskommando пробиват дупки в стените за експлозивите и взривяват катедралата, унищожавайки 90% от стените ѝ.